# Atkins (Iowa)
Atkins is een plaats (city) in de Amerikaanse staat Iowa, en valt bestuurlijk gezien onder Benton County.

## Demografie
Bij de volkstelling in 2000 werd het aantal inwoners vastgesteld op 977. In 2006 is het aantal inwoners door het United States Census Bureau geschat op 1421, een stijging van 444 (45,4%).

## Geografie
Volgens het United States Census Bureau beslaat de plaats een oppervlakte van 2,1 km², geheel bestaande uit land.

## Plaatsen in de nabije omgeving
De onderstaande figuur toont nabijgelegen plaatsen in een straal van 12 km rond Atkins.

## Voetnoten
1. ↑  (en)  U.S. Census Bureau. Census 2000 Summary File 1
2. ↑  (en)  U.S. Census Bureau. Population estimates (July 2006)